# Goyrans
Goyrans (em occitano:  Goirans) é uma comuna francesa na região administrativa da Occitânia, no departamento do Alto Garona. Estende-se por uma área de 5.75 km², com 843 habitantes, segundo o censo de 2018, com uma densidade de 150 hab/km².